# دير رازح
دير رازح قرية فلسطينية تتبع دورا في محافظة الخليل ، على بعد 8 كم من مدينة الخليل ، ويحدها من الشرق يطا ومن الشمال حدب الفوار ومن الجنوب كرمة وبيت عمرة ومن الغرب خرسا وطرامة وعبدة ، وهي ترتفع 779 متر عن سطح البحر ، وبلغ عدد سكانها 268 نسمة عام 2007 